# São Lourenço de Ribapinhão
São Lourenço de Ribapinhão é uma povoação portuguesa sede da Freguesia de São Lourenço de Ribapinhão do Município de Sabrosa, freguesia com 12,12 km² de área e 318 habitantes (censo de 2021), tendo, por isso, uma densidade populacional de 26,2 hab./km²

## Demografia
A população registada nos censos foi:
| Distribuição da População por Grupos Etários | Distribuição da População por Grupos Etários | Distribuição da População por Grupos Etários | Distribuição da População por Grupos Etários | Distribuição da População por Grupos Etários |
| -------------------------------------------- | -------------------------------------------- | -------------------------------------------- | -------------------------------------------- | -------------------------------------------- |
| Ano                                          | 0-14 Anos                                    | 15-24 Anos                                   | 25-64 Anos                                   | > 65 Anos                                    |
| 2001                                         | 77                                           | 71                                           | 223                                          | 133                                          |
| 2011                                         | 46                                           | 46                                           | 220                                          | 95                                           |
| 2021                                         | 24                                           | 28                                           | 152                                          | 114                                          |